# Daddy Nostalgi
Daddy Nostalgi er en fransk film fra 1990 af Bertrand Tavernier.

## Medvirkende
- Dirk Bogarde
- Jane Birkin som Caroline
- Odette Laure som Miche
- Charlotte Kady som Barbara
- Bertrand Tavernier